# Grímsey
Grímsey – wyspa na Morzu Grenlandzkim (Ocean Arktyczny), położona dokładnie na północnym kole podbiegunowym, około 40 km na północ od północnego wybrzeża Islandii (najbliższymi skrawkami lądu są wyspa Flatey i półwyspu Flateyjarskagi). Jest najdalej wysuniętą na północ częścią Islandii zamieszkaną przez ludzi. Najwyższe wzniesienie na wyspie osiąga wysokość 105 m n.p.m. Powierzchnia wyspy wynosi 5,3 km².
Na początku 2018 roku wyspę zamieszkiwało 61 osób. Osada znajdująca się na wyspie nazywa się Sandvík i położona jest w zachodniej części wyspy. Do 2009 roku wyspa Grímsey stanowiła niezależną gminę (hreppur) Grímseyjarhreppur, wchodzącą w skład historycznego okręgu Eyjafjarðarsýsla. Obecnie wchodzi w skład gminy Akureyrarkaupstaður, obejmującej Akureyri, główne miasto północnej Islandii, a wchodzącą w skład regionu Norðurland eystra.
Główną działalnością gospodarczą na wyspie jest rybołówstwo. Wyspa jest skomunikowana z głównym lądem za pomocą promu pływającego do Dalvík. Istnieje również małe lotnisko (kod IATA GRY), z którego odbywają się loty do Akureyri.